# Casa Sfântului Anania
Casa Sfântului Anania (numită și Capela Sfântului Anania) (arabă كنيسة القديس حنانيا) este o structură subterană veche din Damasc, Siria, care se presupune că ar fi rămășițele casei lui Anania din Damasc, locul unde Anania l-a botezat pe Saul (care a devenit apostolul Pavel).
Săpăturile arheologice din anul 1921 au descoperit rămășițele unei biserici bizantine din secolul al V-lea sau al VI-lea, aducând dovezi fizice pentru a susține tradiția locală, cum că această capelă are o origine creștină timpurie. Clădirea se află la capătul Străzii Drepte din Damasc aproape de Bab Sharqi (Poarta de Est). În anul 2005 era în uz fiind folosită ca biserică.

## Galerie

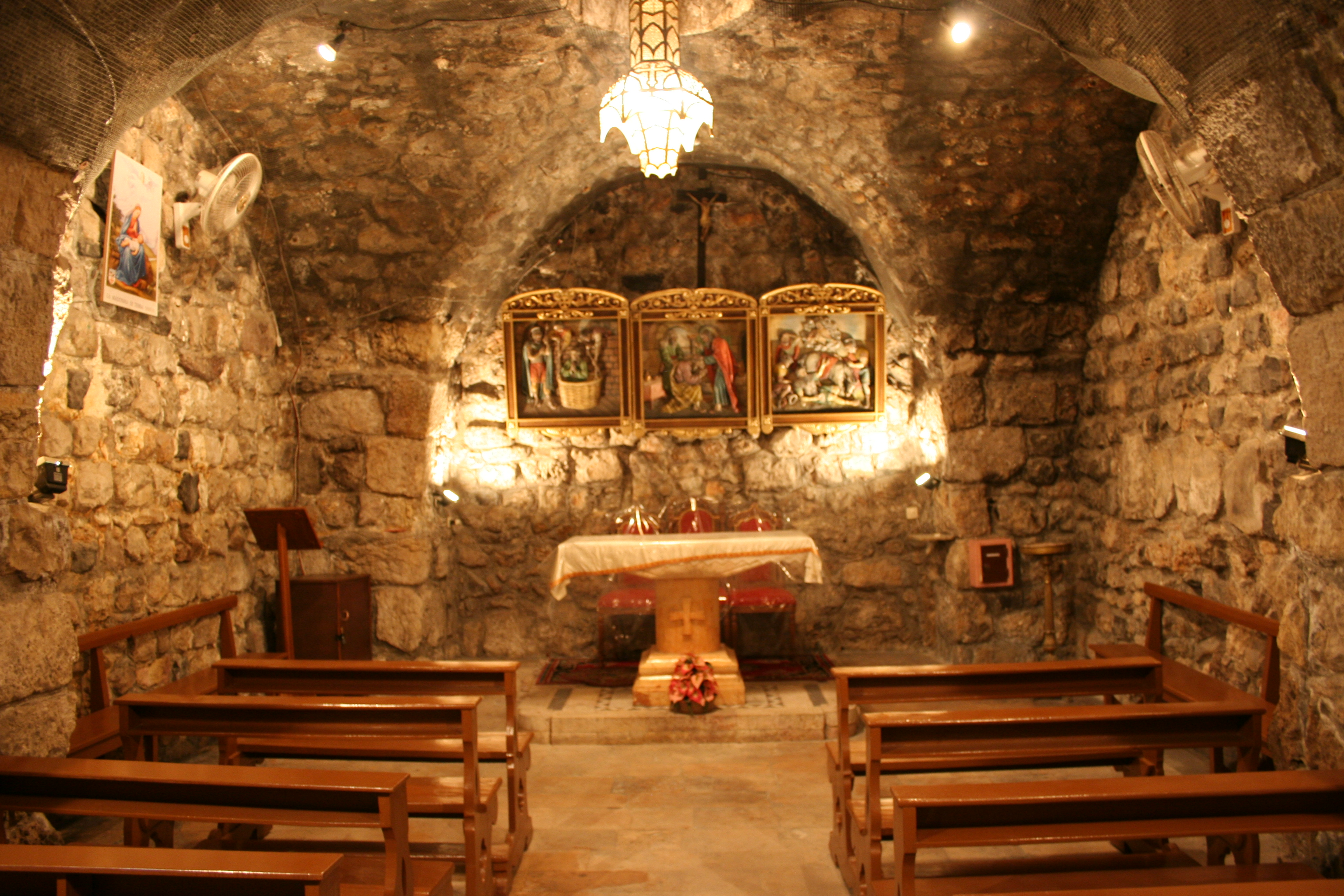
Interiorul Bisericii Sfântul Anania
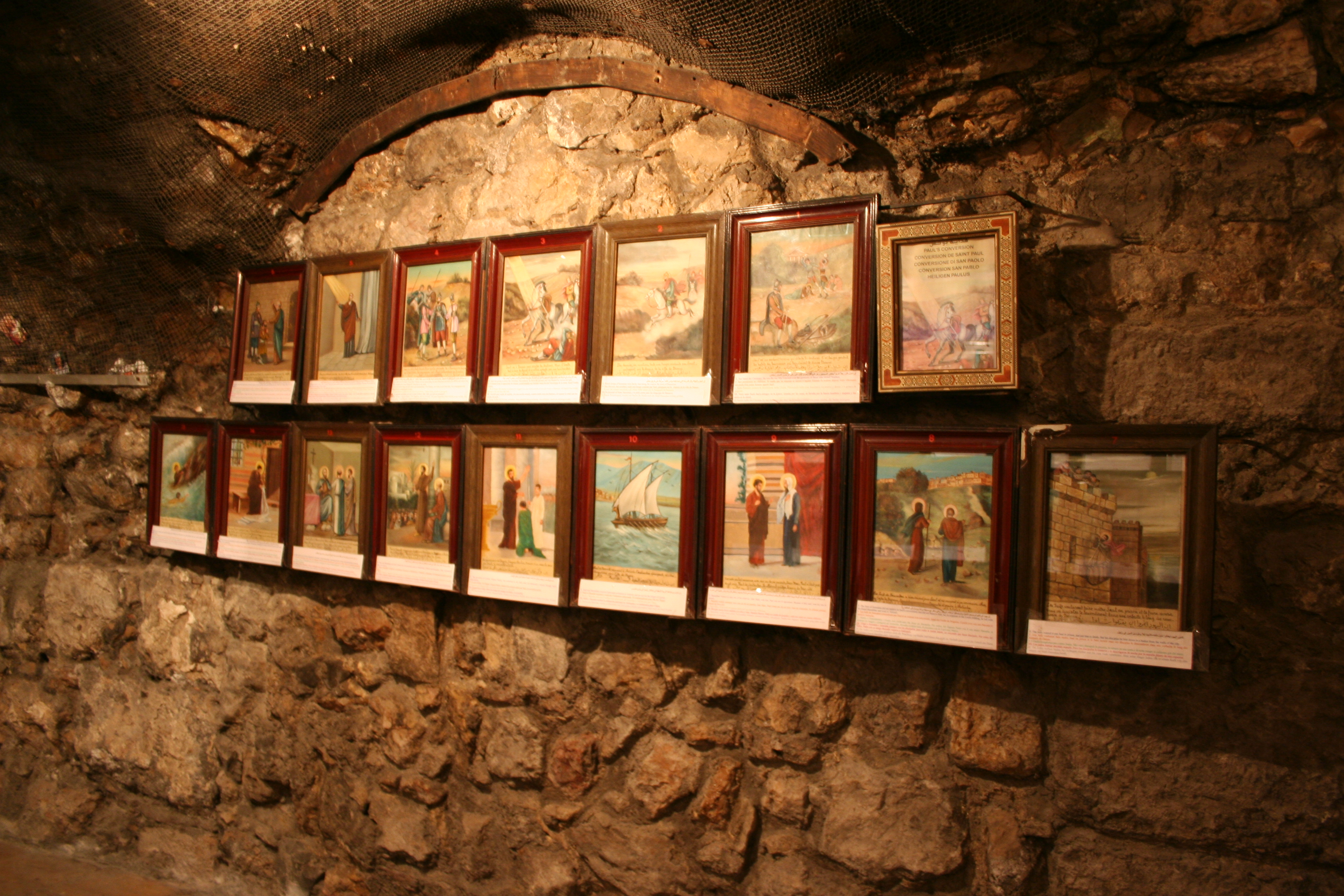
Povestea Sfântului Anania